# رانگنانگ-گویوک
رانگنانگ-گویوک (به لاتین: Rangnang-guyok) بخشی در کشور کره شمالی است که در پیونگ‌یانگ واقع شده‌است.